# Katedra Trójcy Świętej w Żylinie
Katedra Trójcy Świętej (słow. Katedrála Najsvätejšej Trojice) - główna świątynia rzymskokatolickiej diecezji żylińskiej na Słowacji. Mieści się w Żylinie, przy ulicy Horní val. Tworzy charakterystyczny element krajobrazu tego miasta.
Została zbudowana około 1400 roku. Początkowo nosiła wezwanie Najświętszej Maryi Panny. Zbudowana w stylu gotyckim, po przebudowie w XVI wieku uzyskała cechy renesansowe. Trzy razy uległa pożarom, w 1678, 1848 i 1886. Jest to świątynia trzynawowa. Ołtarz główny Świętej Trójcy został zbudowany w 1697 roku. Obraz w ołtarzu namalował J. B. Klemens w 1870 roku.